# 釜田站 (韩国铁道公社)
釜田站（：／ Bucheon yeok */?）是東海線與釜田線沿線交會的一座鐵路車站，同時也是广域电铁东海线的起點車站和釜田線的終點車站，位於韓國釜山廣域市釜山镇区釜田洞。本站有ITX-新村及無窮花號列車停靠。

## 車站結構
站體結構為雙島式的高床月台和4面7線的低床月台。5、6號月台處理東海線無窮花號和京釜線ITX-新村，7－10號月台處理慶全線無窮花號。

### 月台配置
| 起終點站（廣域電鐵）／↑ 沙上（一般列車）     |
| １２ \| ３４ \| ５６ \| ７８ \| ９ 1０ \|    |
| 巨堤迎日（廣域電鐵）↓／巨堤迎日（一般列車）↓ |

| 月台  | 路線            | 類別               | 目的地                                                   |
| ----- | --------------- | ------------------ | -------------------------------------------------------- |
| 1、2  | ●广域电铁东海线 | 廣域電鐵           | 巨堤迎日、巨堤、新海雲臺、南倉、太和江方向               |
| 3、4  | ●广域电铁东海线 | 廣域電鐵           | 不使用                                                   |
| 5、6  | 東海線          | ITX-新村、無窮花號 | 新海雲臺、東大邱、浦項、太和江、正東津、清涼里、首爾方向 |
| 7、8  | 慶全線          | 無窮花號           | 昌原、馬山、晉州、順天、光州松汀、木浦方向               |
| 9、10 | 慶全線          | 無窮花號           | 此站終着                                                 |

## 歷史
- 1943年4月1日：落成啟用[1]。
- 2016年12月30日：東海南部線鐵路複線電氣化工程完工，編入東海本線，广域电铁东海线开始運行[2][3]。

## 車站周邊
- 釜田市場
- 釜山市民公園
- 釜山鎮警察署釜山地區分隊
- 釜山地方法院釜山鎮登記所
- 釜田站（釜山地鐵）

## 图片

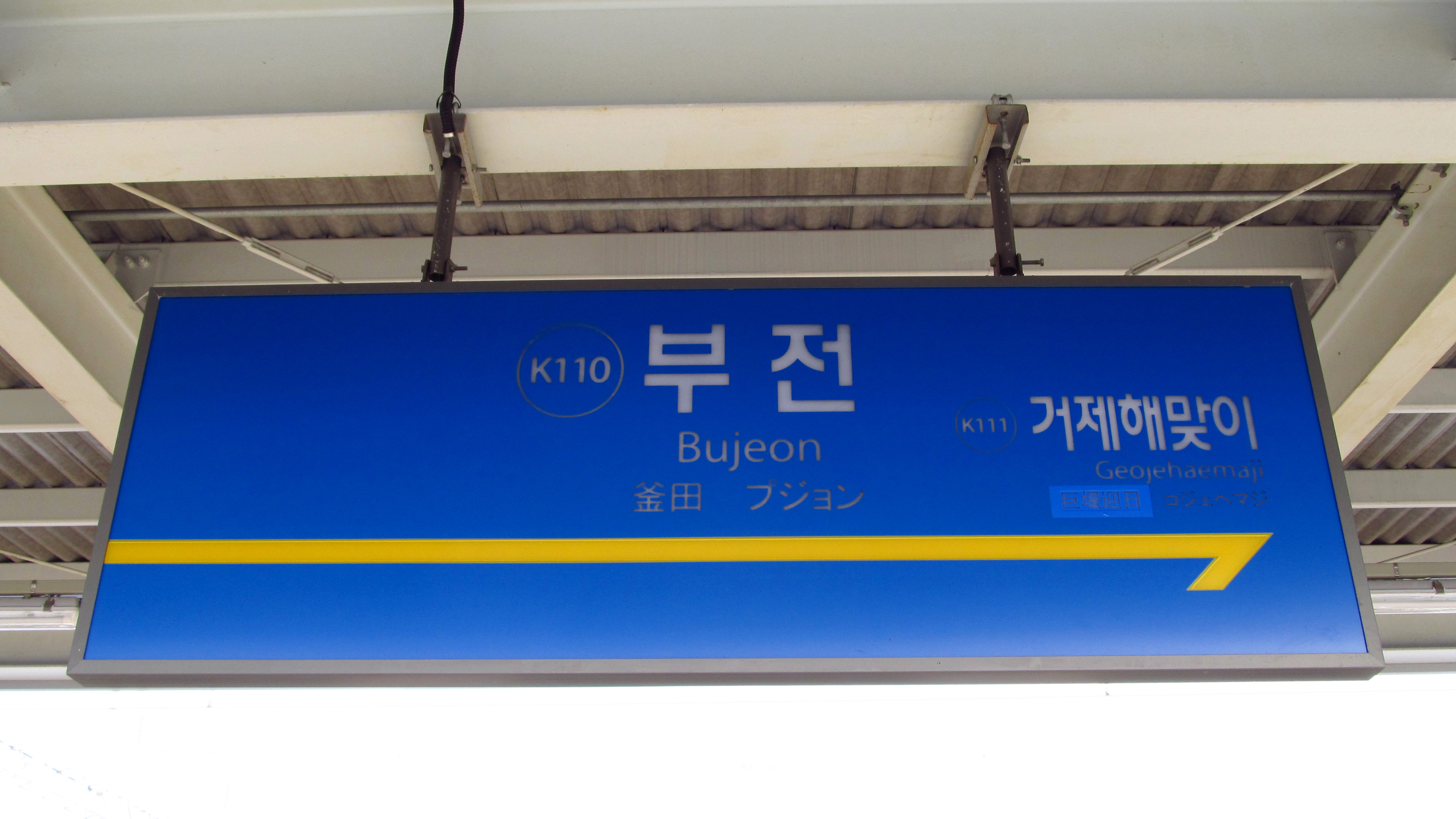
站名牌
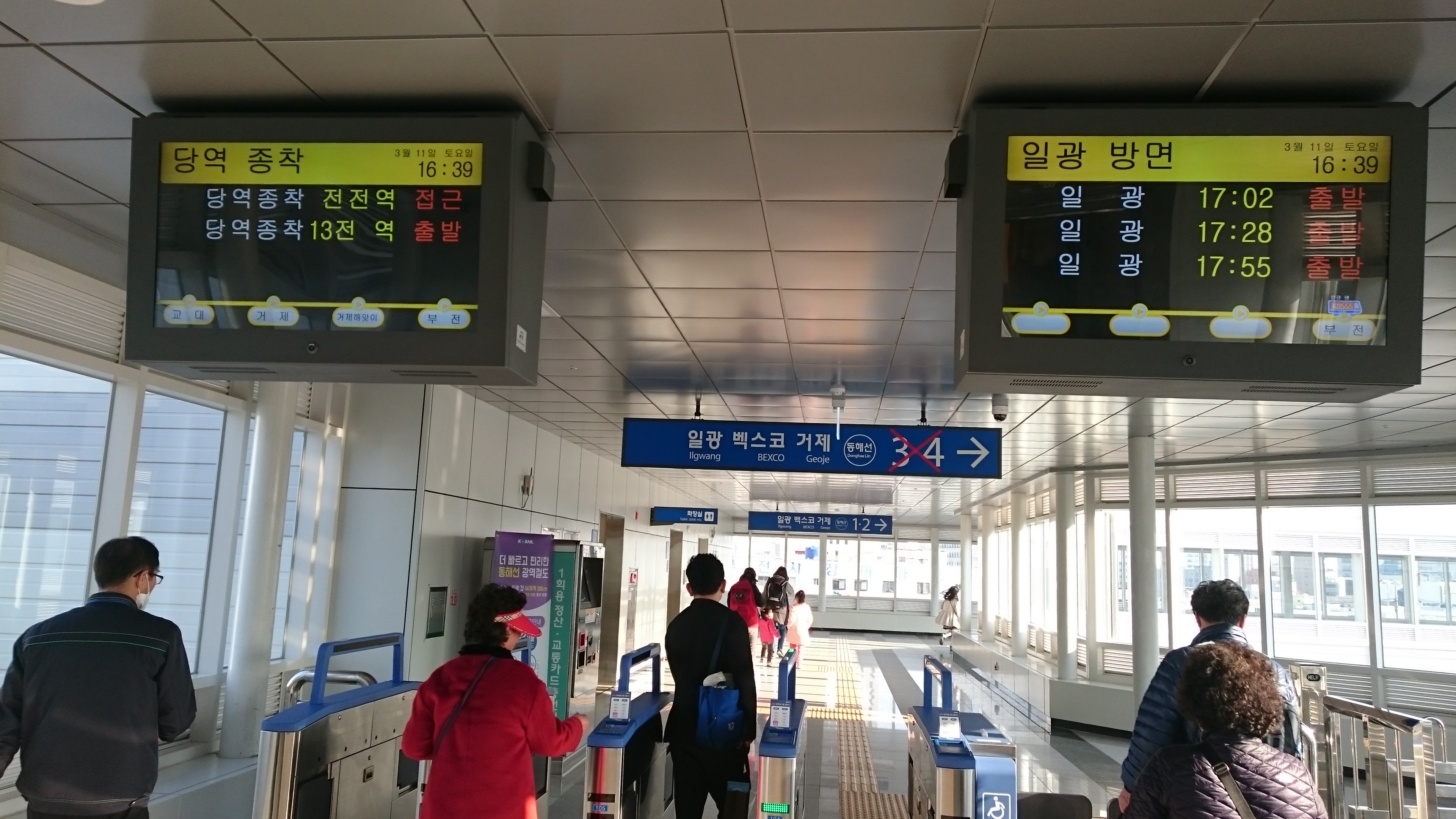
剪票閘口
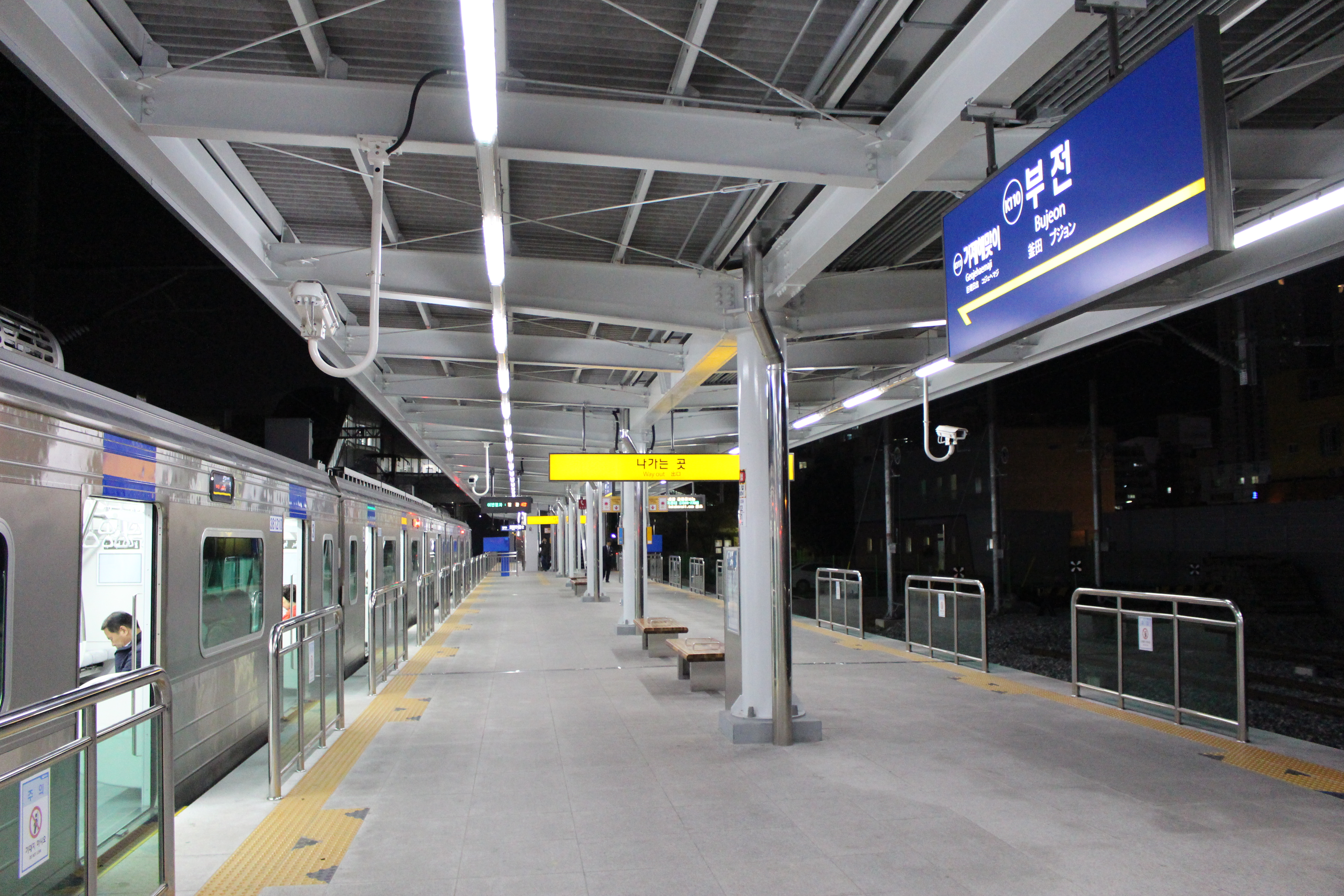
東海線月台
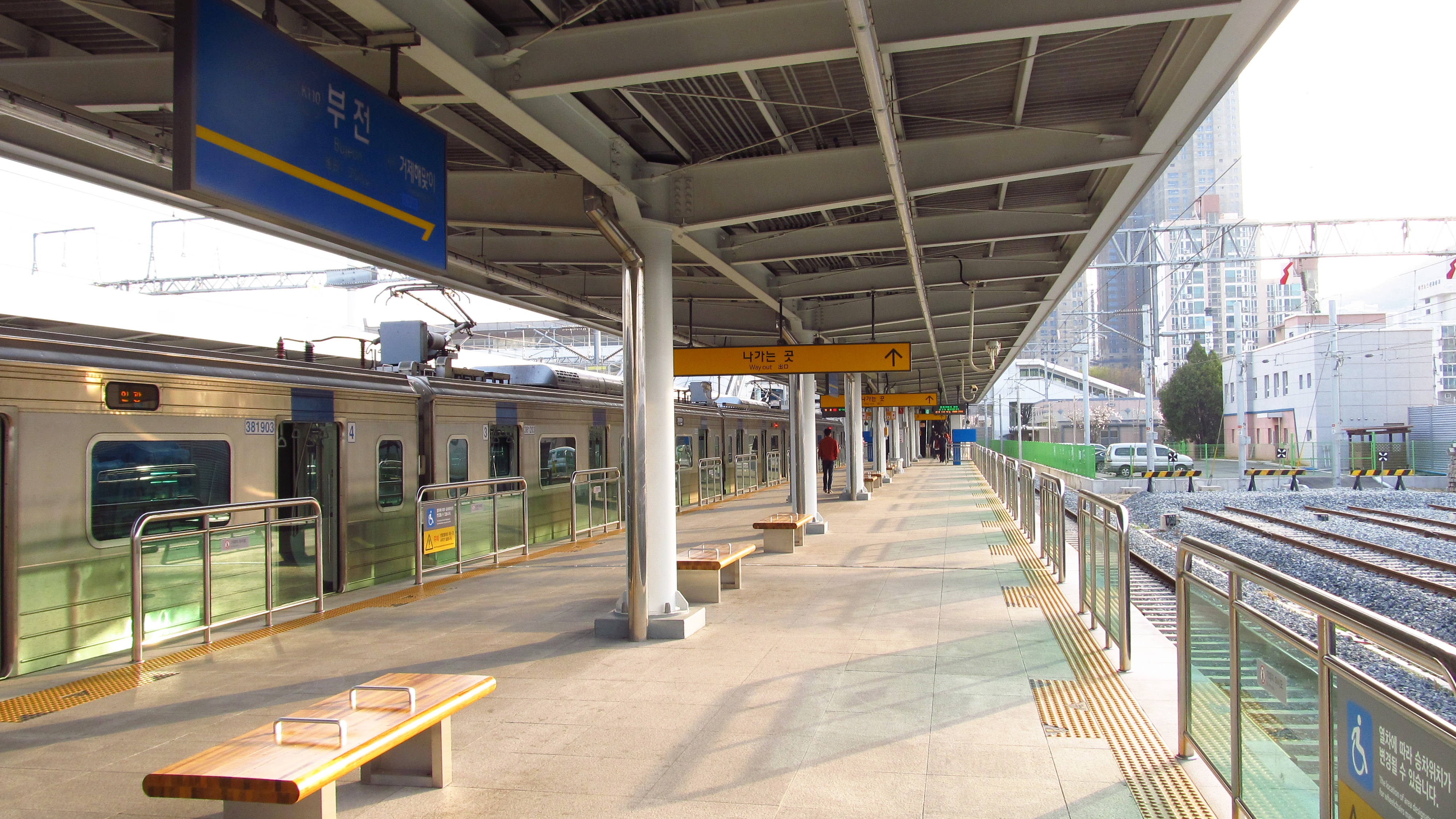
東海線月台
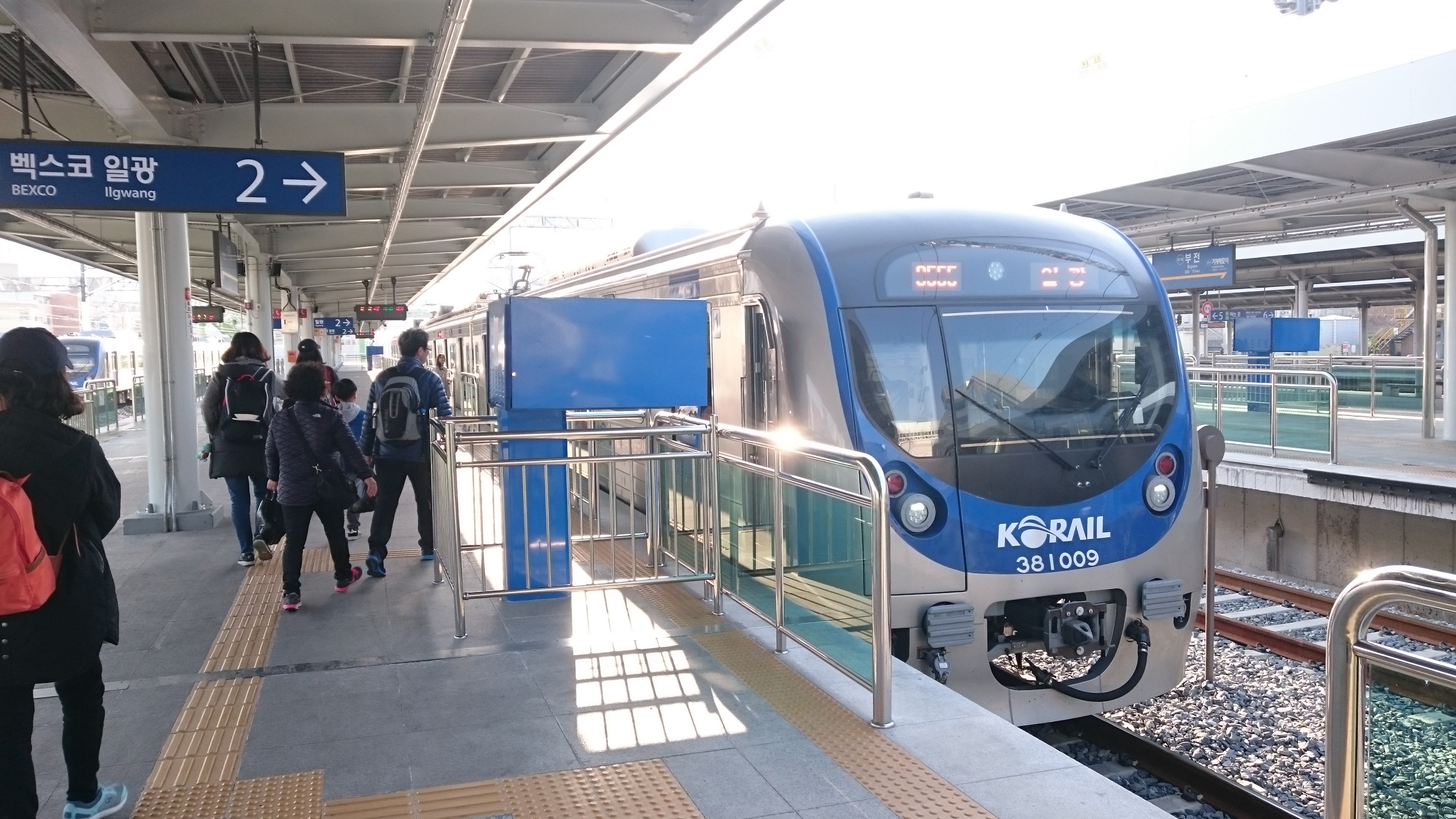
東海線電鐵列車停靠於2號月台

## 相鄰車站
韓國鐵道公社
●广域电铁东海线
釜田（K110）－巨堤迎日（K111）
●東海線（一般列車）
凡一－釜田－巨堤迎日
●釜田線
伽倻－釜田